# Els murs del record
Els murs del record (originalment en francès, Les Murs du souvenir) és un telefilm francobelga dirigit per Sylvie Ayme, després de la pel·lícula Les boires del record i anterior a Les ones del record, emesa per primera vegada a Bèlgica l'11 de maig de 2019 a La Une, a Suïssa el 7 de juny del mateix any a RTS Un i a França, Andorra i Mònaco el 12 d'octubre a France 3. S'ha doblat al valencià per a À Punt, que va emetre'l per primer cop el 22 d'octubre de 2022.
El rodatge va tenir lloc entre Colmar i Lió des del 12 de novembre al 12 de desembre de 2018 i en particular al camp de concentració de Natzweiler-Struthof i a Colmar.
A França, l'estrena va ser seguida per vora 4.326.000 espectadors, cosa que va representar un 22,1% de quota de pantalla. Va ser seguida per 1,1 milions més que no pas Les boires del record, emesa el 2019.
El telefilm és una coproducció de France.tv Studio, Dalva productions, AT-Productions i RTBF, amb la participació de France Télévisions, TV5 Monde i Radio Télévision Suisse.

## Sinopsi
El cos d'un home es troba embolicat en un edifici del centre de Colmar. Clara Mérisi arriba al lloc del crim i troba François Gilbert, historiador i antropòleg forense, convocat pel seu adjunt per tal d'examinar la víctima: en efecte, el cadàver, vestit amb l'uniforme de les SS, va morir assassinat 70 anys abans. La Clara ha d'investigar com ha arribat el cos fins a aquest lloc i se sent pressionada pel seu tortuós divorci, en el rerefons d'una investigació amb una dimensió històrica.

## Repartiment
- Gaëlle Bona: Clara Merisi
- David Kammenos: François Gilbert
- Mhamed Arezki: Guillaume Barot
- Maëlia Gentil: Viviane Fischer
- Olivier Chantreau: Victor Baumann
- Bulle Ogier: Lucie Fischer
- Clément Aubert: Joseph
- Masha Kondakova: Ina
- Harmandeep Palminder: Hamind Kapour
- Sharif Andoura: el jutge
- Ladislawa Torunski-Laval: Léonie
- Sonia Hell: l'advocat de la Clara